# رحیم‌لی (گدابیگ)
رحیم‌لی (به لاتین: Rəhimli) یک منطقه مسکونی در جمهوری آذربایجان است که در شهرستان گدابیگ واقع شده است. رحیم‌لی ۲۰۷ نفر جمعیت دارد.